# Claudius II Gothicus

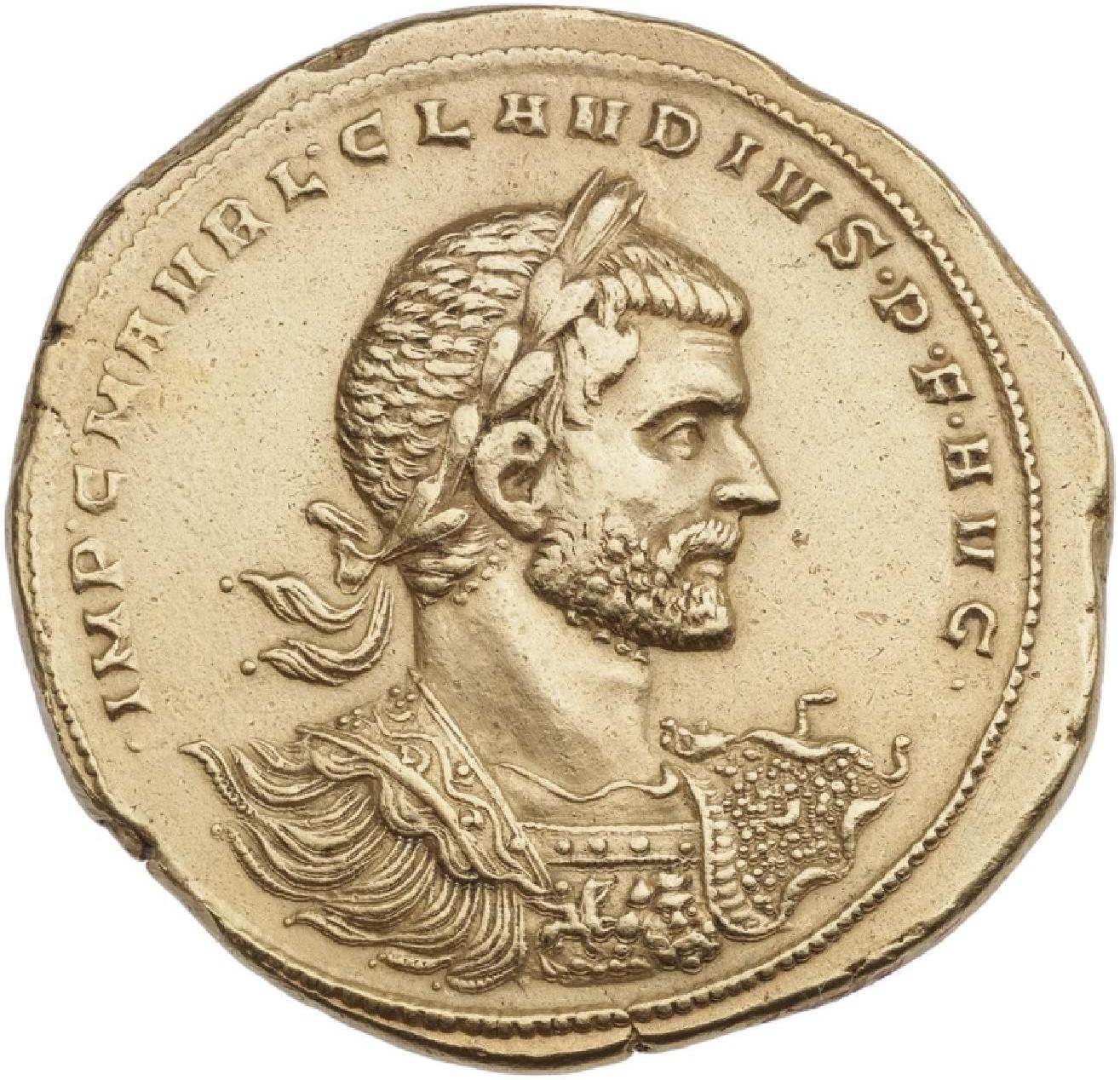
Medalj med Claudius bild på

Marcus Aurelius Claudius Gothicus, känd som Claudius II Gothicus, född 10 maj något år mellan 214 och 219, död januari 270 e.Kr., var romersk kejsare från september 268 till januari 270.
Claudius Gothicus var officer under kejsar Gallienus och blev själv kejsare när denne mördats. I motsats till sin företrädare hade han goda relationer med senaten, som ansåg honom vara en stor patriot. Genom två avgörande fältslag på Balkan pacificerade han goterna och fick tillnamnet "Gothicus"
Men kejsaren fick ingen ro, för nu dök vandalerna upp vid horisonten. Claudius dog emellertid i pesten 270 innan han hunnit ta itu med dem. Under Claudius II:s regeringstid verkade prästen Valentinus i Rom, han var en av förgrundsgestalterna för den senare högtiden Alla hjärtans dag som infaller den 14 februari.[källa behövs]